# Scopula colonaria
Scopula colonaria är en fjärilsart som beskrevs av Herrich-Schäffer 1852. Scopula colonaria ingår i släktet Scopula och familjen mätare. Inga underarter finns listade.